# Bernhard Swartewolt
Bernhard Swartewolt (* im 14. Jahrhundert; † vor August 1413) war ein römisch-katholischer Geistlicher und Domherr in Münster.

## Leben
Bernhard Swartewolt war der Sohn des Gerd Swartewolt und findet als Domherr zu Münster erstmals am 14. Juli 1406 urkundliche Erwähnung. Er hatte ein Studium in Bologna absolviert und wurde 1411 zum Propst von St. Mauritz in Münster gewählt. Der Papst erteilte am 14. Dezember 1411 die Zusage auf das mit der Propstei verbundene Archidiakonat Billerbeck und der dazu gehörenden bischöflichen Kaplanei, nachdem Heinrich von Solms verstorben war. Swartewolt war Kaplan in Flechum und Fresenburg.